# Cnidoscolus pyrophorus
Cnidoscolus pyrophorus là một loài thực vật có hoa trong họ Đại kích. Loài này được (Pax) J.F.Macbr. mô tả khoa học đầu tiên năm 1951.